# Col de Notre-Dame
De Col de Notre-Dame is een bergpas in het zuiden van het Centraal Massief. De pas ligt in het noorden van het regionale natuurpark van de "Haut-Languedoc". De D902 loopt van oost naar west over de pas. De pas heeft een hoogte van 664 meter en ligt op het grondgebied van de gemeente Ceilhes-et-Rocozels (departement Hérault).
De col ligt eveneens op de continentale waterscheiding tussen de Atlantische Oceaan en de Middellandse Zee. De oostzijde watert via de Orb af naar de Middellandse Zee. De westelijke zijde van de col watert via de Nuéjouls, Dourdou en Tarn af naar de Garonne en de Atlantische Oceaan.